# 羅沛琪
羅沛琪（英語：Pinky Lo，1986年6月13日—）香港藝人和節目主持，曾為ViuTV電視主持人和演員，2012年加入now TV入行，入行前曾任市場營銷和航空服務客戶服務員。

## 簡歷
羅沛琪早年居住在葵涌邨，有一名胞姊。羅沛琪畢業於聖公會仁立小學及中華基督教會全完中學。後來以一級榮譽資格取得香港城市大學國際研究學士學位，在校時副修韓文。她之後參加now TV舉辦的「CEO 選拔賽」，並進入總決賽，最後獲得殿軍，繼而正式加入now TV，主要任娛樂主播。她曾任Now觀星台主持，2016年起轉為ViuTV工作。
在多個節目擔任節目主持。
2022年4月MakerVille成立，惟羅沛琪卻沒有參與該經理人藝員行列，其後更與ViuTV結束合約。
2022年以製作人編劇身份與邵音音拍攝微電影，在法國獲得獎項。
2023年，羅沛琪參加由無綫電視主辦的中年好聲音2，但被淘汰出局。

## 演出

### 電影
- 2023年：《12日》飾 郭綺南之妹

### 電視劇（ViuTV）
- 2019年：《假設性無罪》飾 連美欣
- 2020年：《暖男爸爸》飾 CAROL
- 2022年：《冥冥之中》飾 祖兒
- 2025年：《三命》飾 夜校老師

### 電視節目（ViuTV）
- 2016年起：《十五分鐘熱度》（主持）
- 2016年起：《interviu》（主持）
- 2016年：《巨門陣》（參賽者）
- 2016年：《Talk啦！青年人》（主持）
- 2017年：《歌度有…千色劉美君》（主持）
- 2018年：《一路向西伯利亞》（旁白）
- 2018年：《Good Night Show 全民星戰》（參賽者）
- 2018-2019年：《區區有樂》（主持）
- 2019年：《中醫「症」解》（主持）
- 2020年：《今日疫情》（主持）
- 2020年：《Chill Club 推介》（主持）
- 2020年：《今晚趁熱食》（主持）
- 2020年：《Talk星Day》（主持）
- 2021年：《Chill Club 推介榜年度推介20/21》（環節主持）
- 2021年：《考有Feel》（演出）
- 2021年：《ViuTV 2022》（演出）
- 2021年：《蟲前有10個女仔》（主持）
- 2022年：《今日疫情》（第二季）（主持）

### 電視節目（now 觀星台）
- 《102觀星總部》
- 《Feel.純搞作》（第2-6輯）
- 《Fashion Seoul大激戰》（第1-2輯）
- 《先施呈獻: 樂基意中人 (All Made in Italy)》

### 電視節目（TVB）
- 2023年：《中年好聲音2》

### 電視節目（創世電視）
- 2023年：《2人3轆》（嘉賓）

### 廣告
- 《中國平安保險》
- 《韓國天京蔘》
- 《The Glenlivet Whiskey》

## 外部連結
- 羅沛琪的Instagram帳戶